# Science Citation Index
Science Citation Index (SCI) — індекс цитувань, який готує Інститут наукової інформації (Institute for Scientific Information). Належить медіакомпанії Thomson Reuters. Індекс був розроблений в 1960 році американським вченим Євгеном Гарфілдом. Розширена версія Science Citation Index, індексує більше 6500 великих наукових журналів з 150 областей дослідження з 1900 року.
Thomson Reuters також готує пов'язані з цим індексом "Specialty Citation Indexes"(SpCI), такі як Neuroscience Citation Index,  Chemistry Citation Index.
Онлайн-версія Science Citation Index доступна через базу даних Web of Science.  
Крім того, Science Citation Index доступний в Scientometrics (журнал). 